# Helmi Hmam
Helmi Hmam, né le 7 juin 1986, est un footballeur tunisien évoluant au poste de milieu avec l'Espoir sportif de Hammam Sousse. Il mesure 1,91 m pour 80 kg.
Formé à la Jeunesse sportive kairouanaise, il signe en juillet 2007 un contrat de trois ans avec le Club africain.

## Clubs
- 2006-2007 : Jeunesse sportive kairouanaise ( Tunisie)
- 2007-2010 : Club africain ( Tunisie)
- jan.-juin 2010 : Alahly Benghazi SC ( Libye)
- 2010-2011 : Club africain ( Tunisie)
- 2011-déc. 2011 : Avenir sportif de Gabès ( Tunisie)
- depuis jan. 2012 : Espoir sportif de Hammam Sousse ( Tunisie)

## Palmarès
- Championnat de Tunisie de football :
  - Vainqueur : 2008
- Coupe nord-africaine des clubs champions :
  - Vainqueur : 2009